# ŁKS Łódź (koszykówka)
ŁKS Łódź – polski klub koszykarski z siedzibą w Łodzi, wchodzący w skład wielosekcyjnego klubu sportowego ŁKS Łódź. Sekcja koszykarek, obecnie bez drużyny seniorek, jest jedną z najbardziej utytułowanych sekcji sportowych w mieście. Na swoim koncie ma 30 medali mistrzostw kraju (w tym 9 złotych). Ponadto, w 1998 roku dotarła do półfinału jednego z europejskich pucharów (Puchar Ronchetti). Z kolei sekcja koszykarzy, grająca w II lidze (3. poziom rozgrywek), dwukrotnie stawała na podium mistrzostw Polski, w tym raz na najwyższym ze stopni, w 1953.

## Sekcja koszykówki kobiet

### Informacje ogólne
- Pełna nazwa: ŁKS Koszykówka Kobiet
- Rok założenia sekcji: 1929
- Adres: ul. ks. Skorupki 21 p. 165 ; 90-532 Łódź
- Barwy: biało-czerwono-białe
- Prezes: Dorota Cichoń
- Wiceprezes: Marek Cieślak
- Obiekt: Pałac Sportowy

### Kalendarium najważniejszych wydarzeń
- 1929 - Czesław Rembowski, pod wrażeniem pokazu basketu koszykarek z USA, organizuje sekcję koszykówki pań w ŁKS
- 1930 - Celina Gapińska i Maria Kwaśniewska debiutują w reprezentacji Polski
- 1930 - pierwszy medal mistrzostw Polski (srebro)
- 1950 - pracę w ŁKS rozpoczyna Józef Żyliński
- 1953 - zdobycie pierwszego Pucharu Polski
- 1967 - pierwszy tytuł mistrzowski i debiut w Pucharze Europy
- 1968 - Aniela Kaczmarow, Maria Łuczyńska i Irena Sokuł zdobywają wraz z reprezentacją Polski brązowe medale mistrzostw Europy (turniej we Włoszech)
- 1972 - mistrzostwo Polski
- 1973 - mistrzostwo Polski
- 1974 - trzeci z rzędu tytuł mistrzowski
- 1980 - Ludmiła Janowska, Bożena Sędzicka oraz Małgorzata Turska zostają wicemistrzyniami Europy wraz z reprezentacją kraju (turniej rozgrywany w Jugosławii)
- 1981 - z ławką trenerską rozstaje się trener-legenda, Józef Żyliński; te same co rok wcześniej zawodniczki po raz wtóry stają na drugim podium mistrzostw Europy (turniej odbył się we Włoszech)
- 1982 - 5. mistrzostwo kraju w historii
- 1983 - ŁKS ponownie najlepszy
- 1986 - 7. mistrzostwo Polski
- 1995 - kolejne mistrzostwo Polski
- 1997 - ostatnie, jak do tej pory, mistrzostwo kraju
- 1998 - półfinał Pucharu im. Liliany Ronchetti
- 1999 - dwie koszykarki ŁKS-u (Agnieszka Jaroszewicz, Sylwia Wlaźlak) zdobywają wraz z reprezentacją kraju mistrzostwo Europy (turniej został rozegrany w Polsce)
- 2003 - ostatni medal w historii sekcji (brąz)
- 2012 - ŁKS wycofuje się z rozgrywek ekstraklasy i zaczyna grę od II ligi

### Ciekawostki KK
- Józef Żyliński wieloletni trener koszykarek ŁKS pracował z drużyną aż 30 lat! Po zakończeniu kariery trenerskiej, został, na kolejne długie lata, działaczem sekcji.
- Spośród wielu reprezentantek Polski aż 17 z nich występowało na mistrzostwach Europy. Dodatkowo prawie połowa z nich przywiozła z tych imprez medale - Agnieszka Jaroszewicz i Sylwia Wlaźlak (po jednym złotym medalu), Ludmiła Janowska, Bożena Sędzicka, Małgorzata Turska (po dwa srebrne) oraz Aniela Kaczmarow, Maria Łuczyńska, Irena Sokuł (po jednym brązowym medalu).
- W latach 1962–1989 łodzianki nieprzerwanie przez 27 sezonów grały w rozgrywkach ekstraklasy.
- Sekcja koszykarek ŁKS-u jest najbardziej utytułowaną sekcją w Łodzi. W swoim dorobku ma aż 30 medali mistrzostw Polski!

### Skład z pierwszego mistrzowskiego sezonu (1966/67)
Maria Bartoszewska, Lucyna Gałka, Krystyna Gałła, Joanna Kłosowicz, Maria Łuczyńska, Aniela Majde, Lucjanna Michalska, Barbara Nartowska, Zdzisława Ogłozińska, Elżbieta Skrzypek, Małgorzata Smoleńska oraz Irena Sokuł.
- trenerem drużyny był Józef Żyliński.

### Skład z ostatniego sezonu w ekstraklasie (2011/12)
| Nr  | Imię i nazwisko    | Data urodzenia | Wzrost | Pozycja                      | Narodowość |
| --- | ------------------ | -------------- | ------ | ---------------------------- | ---------- |
| 4.  | Stephanie Raymond  | 1985-01-15     | 168 cm | rozgrywająca                 | USA        |
| 7.  | Justyna Jeziorna   | 1981-07-09     | 173 cm | rozgrywająca                 | Polska     |
| 8.  | Katarzyna Kenig    | 1979-04-01     | 186 cm | skrzydłowa                   | Polska     |
| 9.  | Agnieszka Modelska | 1990-10-18     | 181 cm | rzucająca                    | Polska     |
| 10. | Roksana Schmidt    | 1992-11-22     | 179 cm | niska skrzydłowa             | Polska     |
| 11. | Olga Urbanowicz    | 1981-08-14     | 188 cm | środkowa                     | Polska     |
| 13. | Lauren Prochaska   | 1988-05-28     | 185 cm | rzucająca / niska skrzydłowa | USA        |
| 24. | Melissa Dalembert  | 1987-04-10     | 191 cm | środkowa                     | Kanada     |

### Skład z sezonu 2010/11
| Nr  | Imię i nazwisko    | Data urodzenia | Wzrost | Pozycja                      | Narodowość |
| --- | ------------------ | -------------- | ------ | ---------------------------- | ---------- |
| 4.  | Dorota Sobczyk     | 1977-12-05     | 187 cm | środkowa                     | Polska     |
| 5.  | Neli Paszewa       | 1981-03-09     | 178 cm | rozgrywająca                 | Bułgaria   |
| 6.  | Sandra Bartova     | 1989-06-05     | 177 cm | rzucająca / niska skrzydłowa | Czechy     |
| 7.  | Leona Jankowska    | 1977-10-05     | 190 cm | silna skrzydłowa / środkowa  | Polska     |
| 9.  | Agnieszka Modelska | 1990-10-18     | 181 cm | rzucająca                    | Polska     |
| 10. | Roksana Schmidt    | 1992-11-22     | 179 cm | niska skrzydłowa             | Polska     |
| 11. | Daria Dziwulska    | 1992-07-16     | 179 cm | niska skrzydłowa             | Polska     |
| 12. | Magdalena Losi     | 1980-12-12     | 174 cm | rozgrywająca                 | Polska     |
| 15. | Agata Olejnik      | 1992-05-01     | 174 cm | rzucająca / niska skrzydłowa | Polska     |
| 21. | Jagoda Kowalczyk   | 1992-02-20     | 179 cm | niska skrzydłowa             | Polska     |
| 22. | Alena Nowikawa     | 1988-02-12     | 178 cm | rozgrywająca / rzucająca     | Białoruś   |
| 35. | Ugo Oha            | 1982-07-18     | 193 cm | środkowa                     | USA        |

### Sukcesy
- Mistrzostwo Polski: 9 (1967, 1972, 1973, 1974, 1982, 1983, 1986, 1995, 1997)
- Wicemistrzostwo Polski: 10 (1930, 1931, 1966, 1968, 1971, 1975, 1977, 1991, 1996, 1998)
- III miejsce MP: 11 (1964, 1969, 1976, 1978, 1979, 1980, 1981, 1985, 1987, 1994, 2003)
- Półfinał Pucharu im. Liliany Ronchetti: 1998

### Starty w europejskich pucharach
| Puchar Europy sezon 1967/68 - ŁKS - TSC Berlin 51:56 i 70:53 - ŁKS - RiRi Mendriso 55:48 i 91:63 - ŁKS - Sparta Praga 70:62 i 45:65 - ŁKS - MTK Budapeszt 50:62 i 73:51 - ŁKS - TTT Daugava Ryga 44:75 i 46:95 sezon 1972/73 - ŁKS - ABC Union Garant Wiedeń 83:70 i 81:64 - ŁKS - TTT Daugava Ryga 48:92 i 56:87 - ŁKS - GFAS Sesto San Giovanni 64:88 i 67:55 - ŁKS - TFSE Budapeszt 61:71 i 76:60 sezon 1973/74 - ŁKS - Ignis Mataro 79:47 i 96:55 - ŁKS - CUC Clermont-Ferrand 44:76 i 57:80 - ŁKS - Slavia Praga 78:77 i 80:55 - ŁKS - Marica Płodiw 53:66 i 81:48 - ŁKS - TTT Daugava Ryga 52:91 i 52:81 sezon 1986/97 - ŁKS - Universitatea Kluj-Napoca 112:79 i 71:109 sezon 1995/96 - ŁKS - Elitzur Jeunesse Holon 79:76 i 71:78 |  | Puchar Ronchetti sezon 1976/77 - ŁKS - DJK Agon 09 Düsseldorf 88:43 i 82:46 - ŁKS - Lokomotiv Sofia 71:67 i 52:72 sezon 1978/79 - ŁKS - Akademik Sofia 92:73 i 77:69 - ŁKS - Fiat Turyn 70:75 i 54:56 - ŁKS - Slavia Praga 98:85 i 82:75 sezon 1991/92 - ŁKS - BBK Solna 76:69 i 68:84 sezon 1992/93 - ŁKS - US Valenciennes-Orchies 91:94 i 80:104 sezon 1993/93 - ŁKS - Morcan Brno 70:71 i 85:68 - ŁKS - Vivo Basket Vicenza 68:67 i 53:80 sezon 1994/95 - ŁKS - Spartak Myjava 75:54 i 76:64 - ŁKS - Lavezzini Basket Parma 84:82 i 71:97 sezon 1996/97 - ŁKS - Czajka Donieck 80:68 i 92:84 - ŁKS - SKA Samara 91:95 i 97:69 |  | sezon 1997/98 - ŁKS - Energobis Donieck 79:70 i 70:66 - ŁKS - Tapiolan Honka Nokia Espoo 99:43 i 83:49 - ŁKS - DJK Würzburg 94:60 i 86:47 - ŁKS - Lachen Ramat Hasharon 75:50 i 73:67 - ŁKS - Osnabrücker BSC 59:60 i 75:69 - ŁKS - ASPTT Aix-en Provance 47:52 i 60:60 (półfinał) sezon 1998/99 - ŁKS - TIM SKUF Kijów 68:71 i 60:73 - ŁKS - Laisve Kowno 65:67 i 49:83 |

## Sekcja koszykówki mężczyzn

### Informacje ogólne
- Pełna nazwa: Stowarzyszenie ŁKS Koszykówka Męska
- Aktualna nazwa: ŁKS Coolpack Szkoła Gortata
- Rok założenia sekcji: 1929
- Adres: ul. Sienkiewicza 59 90-009 Łódź
- Barwy: biało-czerwono-białe
- Prezes: Filip Kenig
- Obiekt: Łódź Sport Arena im. Józefa Żylińskiego

### Kalendarium najważniejszych wydarzeń
- 1924 - pierwszy mecz zawodników ŁKS w koszykówkę - wygrana z AZS Warszawa 20:4
- 1929 - założenie sekcji i pierwsze mistrzostwo Łodzi. W finale ełkaesiacy pokonują drużynę IKP 19:12
- 1945 - Witold Bujnowicz, Wacław Kowalczyk, Czesław Raczyński i Eugeniusz Zemełka reaktywują sekcję koszykówki
- 1949 - Andrzej Kulesza zostaje trenerem
- 1953 - mistrzostwo Polski pod wodzą tego samego trenera
- 1978 - ŁKS zdobywa brązowy medal mistrzostw Polski, gra w Pucharze Koracia; trenerem był wówczas Bolesław Kwiatkowski; Wojciech Fiedorczuk został uznany najlepszym koszykarzem sezonu
- 1999 - pierwszy w historii spadek do III ligi
- 2002 - treningi w koszykarskiej drużynie juniorów rozpoczyna Marcin Gortat, dziś gracz NBA
- 2008 - awans do I Ligi pod wodzą Piotra Zycha
- 2011 - awans do koszykarskiej ekstraklasy, również z trenerem Zychem na ławce
- 2012 - ŁKS wycofuje się z rozgrywek na najwyższym szczeblu i rozpoczyna grę od III ligi
- 2024 - ŁKS awansuje do rozgrywek I Ligi (drugi poziom rozgrywek)

### Ciekawostki KM
- Wiesław Jańczyk, który zdobył mistrzostwo Polski z koszykarzami w 1953 roku, był również mistrzem kraju w piłce nożnej, również w barwach ŁKS-u (1958).
- W 1957 roku ŁKS był jednym z „autorów” najdłuższego spotkania w historii koszykówki mężczyzn w Polsce. Ełkaesiacy pokonali ówczesnego mistrza Polski, warszawską Legię, a do rozstrzygnięcia tego pojedynku potrzeba było aż 5. dogrywek!
- W 1978 roku, po wywalczeniu brązowego medalu MP, koszykarze ŁKS jedyny raz w historii wystąpili w Pucharze Koracia. Ich rywalem był Inter Bratysława.
- W 2011 roku w Atlas Arenie odbyła się próba bicia rekordu w halowym meczu ligowym w Polsce. Do jego ustanowienia zabrakło niecałe 900 osób[1].

### Mistrzowski skład z 1953 roku
- Józef Żyliński, Jan Śmigielski, Bogdan Kaczmarek, Jerzy Wojciechowski, Wiesław Jańczyk, Wiesław Maciejewski, Stanisław Drążczyk, Stanisław Michalski, Zbigniew Wiśniewski, Marian Waligórski.
- trenerem drużyny był Andrzej Kulesza.

### Skład z ostatniego sezonu w ekstraklasie (2011/2012)
| ŁKS Łódź |                         |                  |          |        |
| Poz      | Imię i nazwisko         | Data urodzenia   | Paszport | Wzrost |
| PG/SG    | B.J. Holmes             | 6 marca 1989     | USA      | 180 cm |
| PG/SG    | Piotr Trepka            | 20 marca 1980    | Polska   | 180 cm |
| PG/SG    | Michał Krajewski        | 8 czerwca 1984   | Polska   | 183 cm |
| PG/SG    | Bartłomiej Szczepaniak  | 24 czerwca 1981  | Polska   | 189 cm |
| PG/SG    | Dominik Binkowski       | 15 maja 1992     | Polska   | 190 cm |
| PG/SG    | Dariusz Kalinowski      | 9 sierpnia 1987  | Polska   | 185 cm |
| SG       | Marcin Kuczmera         | 9 czerwca 1992   | Polska   | 185 cm |
| SF       | Filip Kenig             | 22 grudnia 1978  | Polska   | 198 cm |
| SF       | Jermaine Mallett        | 15 września 1988 | USA      | 188 cm |
| PF       | Marcin Salomonik        | 13 lutego 1983   | Polska   | 202 cm |
| PF       | Bartłomiej Bartoszewicz | 16 czerwca 1992  | Polska   | 200 cm |
| C        | Kirk Archibeque         | 27 września 1984 | USA      | 205 cm |
| C        | Jakub Dłuski            | 15 lipca 1987    | Polska   | 199 cm |
| C        | Krzysztof Sulima        | 5 stycznia 1990  | Polska   | 202 cm |
| Trener:  | Piotr Zych              |                  | Polska   |        |

### Skład z sezonu 2010/2011
| ZAWODNIK                | WZROST | ROCZNIK | POZYCJA              | KRAJ |
| ----------------------- | ------ | ------- | -------------------- | ---- |
| Bartłomiej Szczepaniak  | 188 cm | 1981    | obrońca              | POL  |
| Jakub Dłuski            | 199 cm | 1987    | skrzydłowy / center  | POL  |
| Michał Krajewski        | 180 cm | 1984    | obrońca              | POL  |
| Dariusz Kalinowski      | 185 cm | 1987    | obrońca              | POL  |
| Krzysztof Morawiec      | 192 cm | 1974    | obrońca / skrzydłowy | POL  |
| Piotr Trepka            | 182 cm | 1980    | obrońca              | POL  |
| Bartłomiej Bartoszewicz | 200 cm | 1992    | skrzydłowy           | POL  |
| Filip Kenig             | 200 cm | 1978    | skrzydłowy           | POL  |
| Marcin Kuczmera         | 185 cm | 1992    | obrońca              | POL  |
| Dominik Binkowski       | 190 cm | 1992    | rozgrywający/obrońca | POL  |
| Krzysztof Sulima        | 202 cm | 1990    | center               | POL  |
| Marcin Salamonik        | 202 cm | 1983    | center               | POL  |

### Sukcesy
- Mistrzostwo Polski: 1953
- Brązowy medal MP: 1978